# Sørreisa
Sørreisa (samisch Ráisavuona) ist eine Kommune in der nord-norwegischen Provinz (Fylke) Troms. Die Kommune hat 3533 Einwohner (Stand: 1. Januar 2025). Verwaltungssitz ist der gleichnamige Ort Sørreisa.

## Geografie
Sørreisa liegt am Südostufer des Reisafjorden, einer südöstlichen Fortsetzung des Solbergfjords. Zur Gemeinde gehört der See Reisvatnet (samisch: Ráissajávri) sowie der Großteil des Andsvatnet. An der Küste und im Norden ist das Gebiet flach, vor allem Südosten gibt es größere Erhebungen und mehrere Täler. Die höchste Erhebung ist der Hjerttinden (samisch: Basečohkka) mit 1381 moh.
Die Einwohner konzentrieren sich vor allem auf das Gebiet um den Reisafjord. In der Kommune liegen zwei sogenannte Tettsteder, also zwei Ansiedlungen, die für statistische Zwecke als eine städtische Siedlung gewertet werden. Diese sind Sørreisa mit 1617 und Skøelv mit 327 Einwohnern (Stand: 1. Januar 2024). In der Ortschaft Sørreisa treffen die beiden Provinzstraßen 84 und 86 aufeinander, beide stellen eine Verbindung zur Europastraße 6 (E6) her.
Sørreisa hat weder Nynorsk noch Bokmål als offizielle Sprachform, sondern ist in dieser Frage neutral. Die Einwohner der Gemeinde werden Sørreisværing genannt.

## Geschichte
Die Kommune Sørreisa wurde zum 1. September 1886 gegründet, als sie von Tranøy abgespalten wurde. Im Jahr 1964 wurde der südöstliche Teil der Insel Senja mit damals 129 Einwohnern von Sørreisa an Lenvik übergeben.

## Wirtschaft
Die Landwirtschaft des Ortes basiert vor allem auf Rinder- und Schafhaltung. Für die industrielle Produktion ist die Holzwarenindustrie von großer Bedeutung, da unter anderem ein Spanplatten- und eine Fertighausfabrik in der Gemeinde angesiedelt sind.
Ein weiterer wichtiger Arbeitgeber ist das norwegische Militär, da sich im Ort Sørreisa eine Niederlassung der norwegischen Luftwaffe befindet. Das hier stationierte 131. Geschwader (luftving) ist ein nichtfliegender Verband. Hier befindet sich Control and Reporting Centre Sørreisa als Teil des NATO Integrated Air Defense System. Es untersteht in dieser Rolle dem Combined Air Operations Centre in Uedem und führt sechs Radar-Stationen, vier im Norden und zwei im Westen Norwegens.
Im Jahr 2019 arbeiteten von 1723 Einwohnern der Gemeinde nur 828 Personen in Sørreisa selbst. 527 Personen waren in der Nachbargemeinde Lenvik und 142 weitere in Målselv angestellt.

## Name
Der Name „Sørreisa“ leitet sich vom Namen des Flusses Reisaelva ab. Dieser wiederum stammt vermutlich von „rísa“, also „steigen“, ab. Weiter nördlich befindet sich die Kommune Nordreisa, die ebenfalls durch diesen Fluss ihren Namen erhalten hat.

## Persönlichkeiten
- Herborg Finnset (* 1961), lutherische Geistliche und Theologin
- Erik Valnes (* 1996), Skilangläufer